# آيت ولياض (تيزي نتاكوشت)
آيت ولياض هي إحدى مشيخات المملكة المغربية، تتبع جغرافيا لإقليم شتوكة آيت باها وإداريًا لتيزي نتاكوشت. يقدر عدد سكانها بـ 140 نسمة حسب الإحصاء الرسمي للسكان والسكنى لسنة 2004.